# مايكل ريتشارد لنش
ميخائيل ريتشارد لونش (بالإنجليزية: Michael Richard Lynch)‏ (16 يونيو 1965 – حوالي 19 أغسطس 2024) هو شخصية أعمال أيرلندي، ولد في 16 يونيو 1965 في إيلفورد ‏ في المملكة المتحدة.